# Torymus geranii
Torymus geranii är en stekelart som först beskrevs av Walker 1833.  Torymus geranii ingår i släktet Torymus och familjen gallglanssteklar. Arten är reproducerande i Sverige. Inga underarter finns listade i Catalogue of Life.